# Клавдия де Медичи
Клавдия де Мèдичи (на италиански: Claudia de' Medici; * 4 юни 1604, Флоренция, Велико херцогство Тоскана; † 25 декември 1648, Инсбрук, Австрийско херцогство, Свещена римска империя) е принцеса от рода Медичи и чрез бракове херцогиня на Урбино и ерцхерцогиня на Предна Австрия, графиня на Тирол (1632 – 1646), както и регентка (1632 – 1646) на нейния син Фердинанд Карл.

## Произход
Тя е 9-а и последна дъщеря е на Фердинандо I де Медичи (* 1549, † 1609), велик херцог на Тоскана, и на съпругата му Кристина Лотарингска (* 1565, † 1636). Нейни дядо и баба по бащина линия са Козимо I де Медичи, първи Велик херцог на Тоскана (1537 –1574), и Елеонора ди Толедо, а по майчина – херцог Карл III Лотарингски и Клод дьо Валоа, дъщеря на френския крал Анри II и Катерина де Медичи. Има пет братя и три сестри:
- Козимо II (* 1590, † 1621), 4-ти Велик херцог на Тоскана (1609 – 1621), съпруг на Мария Магдалена Австрийска, ерцхерцогиня на Австрия
- Елеонора (* 1591, † 1617)
- Катерина (*1593, † 1629), херцогиня на Мантуа и Монферат като съпруга на Фердинандо Гонзага,
- Франческо (*1594, † 1614), принц от Велико херцогство Тоскана и 4-ти княз на Капестрано, барон на Карапеле, господар на Кастел дел Монте, на Офена и на Буси, военен.
- Карло (* 1595, † 1666), принц от Велико херцогство Тоскана и от 1615 г. кардинал и епископ.
- Филипо, нар. Филипино (* 1598, † 1602)
- Лоренцо (* 1599, † 1648), испански град с обръщението „дон“
- Мария Магдалена (* 1600, † 1633)

## Биография

### Брак с Федерико Убалдо дела Ровере (1621 – 1623)
През 1621 г. Клавдия се омъжва за Федерико Убалдо дела Ровере, херцог на Урбино (1621 – 1623) от фамилията Дела Ровере, на когото вече е била обещана четири години по-рано. Те имат една дъщеря – Витория дела Ровере, бъдещата съпруга на херцог Фердинандо II де Медичи. Федерико Убалдо умира през 1623 г. от епилептичен пристъп и Клавдия се връща във Флоренция, където е затворена в манастир.
- Юстус Сустерманс, Портрет на Клавдия преди брака
- Юстус Сустерманс, Портрет на Клавдия де Медичи, ок. 1621
- Херцог Федерико Убалдо дела Ровере като дете

### Брак с Леополд V Австрийски (1626 – 1632)
През 1626 г. тя се омъжва за Леополд V Австрийски от фамилията Хабсбург, ерцхерцог на Предна Австрия, регент на Тирол и брат на император Фердинанд II. Така чрез женитба тя става графиня на Тирол. Те основават линията Млада Тиролска линия (странична линия на Хабсбургите). Тя му ражда пет деца. Клавдия овдовява повторно през 1632 г.
- Леополд V Австрийски
- Клавдия де Медичи

### Регентка
След смъртта на съпруга си тя, заедно с петима съветници, поема регентството на Тирол вместо непълнолетния си син Фердинанд Карл Австрийски (роден през 1628 г.) и го запазва до 1646 г.
Отначало при император Фердинанд II, а след смъртта му през 1637 г. при Фердинанд III тя е сърегентка на Тирол и Предна Австрия. Благодарение на тесните връзки с императорския дом ерцхерцогиня Клавдия успява да разшири владенията на Предна Австрия, изисквайки завладените територии в Херцогство Вюртемберг от името на непълнолетните си деца. Тя успява да завладее тези територии през 1636 г. и да се закълне във вярност.
Харчи много пари за Контрареформацията, за повторното въвеждане на Католицизма.
С Вестфалския мир териториите са върнати на херцог Еберхард III от Вюртемберг, но ерцхерцогинята се бори до последно, за да предотврати това. В случай на успех Херцогство Вюртемберг е щяло да бъде унищожено.

### Смърт
Клавдия умира през 1648 г. на 44-годишна възраст. Погребана е в Йезуитската църква в Инсбрук.

## Брак и потомство
Омъжва се два пъти:
1. ∞ 1621 за Федерико Убалдо дела Ровере (* 16 май 1605, Пезаро; † 28 юни 1623, Урбино), херцог на Урбино, от когото има една дъщеря:

- Виктория дела Ровере (* 7 февруари 1622, Пезаро; † 5 март 1694, Пиза), принцеса от Херцогство Урбино и чрез брак велика херцогиня на Тоскана (1633 – 1670); ∞ 1634 за Фердинандо II де Медичи, велик херцог на Тоскана, от когото има трима сина

2. ∞ 1626 за Леополд V (* 9 октомври 1586, Грац; † 13 септември 1632, Швац, Тирол), ерцхерцог на Австрия, от когото има двама сина и три дъщери:
- Мария Елеонора Австрийска-Тиролска (* 1627, † 1629)
- Фердинанд Карл Австрийски-Тиролски (* 17 май 1628, Инсбрук; † 30 декември 1662, Калдаро сула Страда дел Вино), ерцхерцог на Австрия и от 1646 до 1662 г. граф на Тирол; ∞ за 1-вата си братовчедка Анна де Медичи (* 21 юли 1616, Флоренция, Велико херцогство Тоскана; † 11 септември 1676, Виена, Ерцхерцогство Австрия), принцеса от Великото херцогство Тоскана, от която има три дъщери.
- Изабела Клара Австрийска-Тиролска (* 12 август 1629, Инсбрук; † 24 февруари 1685, Мантуа), ерцхерцогиня на Австрия и чрез брак херцогиня на Мантуа (1649 – 1665) и на Монферат (1660 – 1665); ∞ 7 ноември 1649 за Карло III Гонзага (* 31 октомври 1629, Мантуа; † 14 август 1665, Мантуа), херцог на Мантуа (1629 – 1665), от когото има един син.
- Сигизмунд Франц Австрийски-Тиролски (* 27 ноември 1630, Инсбрук; † 25 юни 1665, Инсбрук), ерцхерцог на Австрия и херцог на Тирол, епископ на няколко епископии; ∞ за Хедвиг фон Пфалц-Зулцбах (* 25 април 1650, Зулцбах; † 23 ноември 1681, Хамбург), пфалцграфиня от Зулцбах, от която има пет деца.
- Мария Леополдина Австрийска-Тиролска (* 28 ноември 1632, Инсбрук; † 7 август 1649, Виена), ерцхерцогиня на Австрия и чрез женитба императрица на Свещената Римска империя (2 юли 1648 – 7 август 1649), също кралица на Бохемия и Унгария; ∞ за Фердинанд III (* 13 юли 1608, Грац; † 2 април 1657, Виена), крал на Унгария от 1625 г., крал на Бохемия от 1627 г., крал на римляните през 1636 г., и оттам император на Свещената римска империя 1637 г., от когото има един син.

- Децата на Клавдия
- Виктория
- Фердинанд Карл
- Изабела Клара
- Сигизмунд Франц
- Мария Леополдина

## Меценатство
По време на Тридесетгодишната война Клавдия кара да построят крепостите Кастел Еренберг (известен като „Форт Клаудия") в Ройте, Тирол, Куфщайн и Шарниц (Порта Клаудия на шлюза Шарниц е кръстен на нея) и поема ръководството на подновяване и подобряване на отбраната на Тирол, заплашен от евентуално отваряне на южен фронт на войната.
Клавдия също така стимулира изкуството с изграждането на барокови театри и търговията със създаването на новия панаир в Болцано през 1635 г. и развитието на занаятчийството в Тирол. Също през 1635 г. основава и Търговската палата на Болцано, който по-късно намира място в търговския дворец.

## Памет
- В италианския град Болцано има улица[3] и училище, кръстени на нея;[4]
- В австрийския град Инсбрук има улица, посветена на нея;

- Община Малес Веноста също е свързана с фигурата на ерцхерцогинята: нейният герб всъщност е предоставен от Клаудия през 1642 г., така че да възпроизвежда цветовете на Дома на Австрия в горната част и в долната част трета червени топки в жълто поле, в чест на герба на семейство Медичи;
- Училищният комплекс в община Веноста също носи името ѝ (Oberschulzentrum «Claudia von Medici» Mals).[5]